# 80-as busz (Budapest)
A budapesti 80-as jelzésű autóbusz Rákoskeresztúr, városközpont és Pestszentlőrinc, Szarvas csárda tér között közlekedett. A vonalat a Budapesti Közlekedési Zrt. üzemeltette.

## Története
1966. június 1-jén a Cinkotai út és az Újhegyi út között közlekedő L jelzésű busz a 80-as jelzést kapta. 1972. december 1-jén meghosszabbították a Gyöngytyúk utcáig, majd 1974. június 17-étől útvonala módosult Rákoshegyen, a Táncsics Mihály utca felé közlekedett a Ferihegyi út helyett. 1980. szeptember 1-jén déli végállomását Kőbánya-Kispest metróállomáshoz helyezték át. 1975 és 1993 között időszakos jelleggel Rákoskeresztúr, Ferihegyi úttól szintén indult 80-as jelzéssel busz a Cinkotai úti ipari területekre, tehát két 80-as jelzésű busz közlekedett egyszerre. 1993. december 1-jén ez a járat a 180-as jelzést kapta.
1996. március 1-jén útvonala jelentősen megrövidült, Rákoskeresztúrról csak Pestszentlőrinc, Szarvas csárda térig közlekedett, a kimaradó szakaszon a 98-as busz helyettesítette.
2000. szeptember 12-étől nem érinti a rákosligeti szakaszt, helyette a 180-as busz közlekedett a cinkotai buszgarázshoz.
2008. szeptember 5-én üzemzáráskor megszűnt, útvonalának nagy részén a meghosszabbított 198-as busz közlekedik.
Érdekesség, hogy az éjszakai 980-as busz a mai napig megőrizte a 80-as busz viszonylatjelzését.

## Útvonala
| Pestszentlőrinc, Szarvas csárda tér felé | Rákoskeresztúr, városközpont felé |
| --- | --- |
| Rákoskeresztúr, városközpont vá. – Pesti út – Bakancsos utca – Táncsics Mihály út – Szabadság utca – Baross utca – Bélatelepi út – Csévéző utca – Ráday Gedeon utca – Üllői út – Haladás utca – Pestszentlőrinc, Szarvas csárda tér vá. | Pestszentlőrinc, Szarvas csárda tér vá. – Haladás utca – Bessenyei György utca – Ráday Gedeon utca – Csévéző utca – Bélatelepi út – Baross utca – Szabadság utca – Táncsics Mihály út – Bakancsos utca – Pesti út – Rákoskeresztúr, városközpont vá. |

## Megállóhelyei
| 0  | Rákoskeresztúr, városközpont végállomás          | 23 | 46, 61, 61E, 62, 69, 69A, 97, 98, 161, 162, 198, 297, Keresztúr |
| 1  | Diák utca (↓) Földműves utca (↑)                 | 22 | 46, 61, 61E, 62, Keresztúr                                      |
| 3  | Bakancsos utca (↓) Pesti út (↑)                  | 20 | 46, 61, 61E, 62, 176E, Keresztúr                                |
| 4  | Árpád fejedelem utca                             | 19 |                                                                 |
| 5  | Bulyovszky utca                                  | 18 |                                                                 |
| 6  | Bánya park                                       | 17 |                                                                 |
| 7  | Lőrinci út                                       | 16 | 168                                                             |
| 8  | Kodolányi János tér (ma: Rákoshegy vasútállomás) | 15 | 98, 98, 168                                                     |
| 9  | Ady Endre utca                                   | 14 | 98, 98                                                          |
| 10 | Melczer utca                                     | 14 | 98, 168                                                         |
| 10 | Vörösmarty utca                                  | 13 | 98, 98                                                          |
| 11 | Rákóczi Ferenc utca                              | 12 | 98                                                              |
| 12 | Bocskai István utca                              | 11 | 98, 98                                                          |
| 13 | Orgoványi utca                                   | 10 | 98                                                              |
| 13 | Bélatelepi út (↓) Baross utca (↑)                | 9  | 98                                                              |
| 14 | Lőrinci út                                       | 8  | 98                                                              |
| 15 | Homokiszőlők                                     | 8  | 98                                                              |
| 17 | Frangepán utca                                   | 6  | 98                                                              |
| 18 | Gyömrői út (↓) Csévéző utca (↑)                  | 5  | 93, 98, 98, 200                                                 |
| 19 | Ráday Gedeon utca (↓) Gyömrői út (↑)             | 4  | 93, 217, 217E                                                   |
| 19 | Kosztolányi Dezső utca                           | 3  | 93, 217                                                         |
| 20 | Nefelejcs utca                                   | 2  | 93, 182, 184, 217, 282E, 284E                                   |
| 21 | Gárdonyi Géza utca                               | 1  | 93, 183, 217                                                    |
| 22 | Szarvas csárda tér                               | ∫  | 183, 193E, 217, 217E                                            |
| 24 | Pestszentlőrinc, Szarvas csárda tér végállomás   | 0  | 93, 182, 183, 184, 193E, 217, 282E, 284E 50                     |